# Южный Гоа
Ю́жный Го́а (порт. Goa Sul, англ. South Goa) — округ в индийском штате Гоа. Образован 30 мая 1987 года. Административный центр — город Маргао. Площадь округа — 1966 км². По данным всеиндийской переписи 2001 года население округа составляло 589 095 человека. Уровень грамотности взрослого населения составлял 80,1 %, что значительно выше среднеиндийского уровня (59,5 %). Доля городского населения составляла 55,8 %.